# بلدية الامتياز
إن بلدية الامتياز (بالإنجليزية:charter township) شكل من أشكال الحكم المحلي في ولاية ميشيغان الأمريكية. حيث تعد البلديات في ميشيغان حكومات منظمة. فبلدية الامتياز هي البلدية التي يتم منحها امتيازًا، يعطيها حقوقًا معينة ويفرض عليها مسؤوليات الحكم الذاتي التي عادة ما تكون وسيطًا في نطاق يقع بين المدينة (ولاية قضائية تتمتع بحكم شبه ذاتي في ميشيغان) والقرية، والتي (ما لم تكن قرية ذات حكم مستقل) تخضع لسلطة البلدية (البلديات) التي تقع فيها.

## معلومات تاريخية
أنشأ المجلس التشريعي للولاية في عام 1947 وضع بلدية الامتياز الخاص، والذي يمنح صلاحيات إضافية وإدارة مبسطة من أجل توفير حماية أكبر ضد ضم أراضي البلدية للمدن والقرى. واعتبارًا من أبريل عام 2005، كانت هناك 131 بلدية امتياز في ميشيغان. وقد يتم تصنيف بلدية يبلغ تعداد سكانها 2000 نسمة أو أكثر بوصفها بلدية امتياز، وتصبح هيئة بلدية تمتلك كافة صلاحيات البلدية التي لا تتمتع بالامتياز، بالإضافة إلى تلك التي ينص عليها قانون بلدية الامتياز لعام 1947.

## الحكومة
تتم ممارسة السلطة التشريعية من جانب مجلس بلدية من سبعة أعضاء يتكون من مشرف وموظف بلدية وأمين صندوق البلدية، فضلاً عن أربعة أمناء يحق لهم التصويت في الانتخابات وهم من سكان البلدة. ويقضي جميع أعضاء المجلس دورة مدتها أربع سنوات. وخلافًا لمجالس بلديات القانون العام، والتي قد تتكون إما من خمسة أو سبعة أعضاء، يجب أن تتكون بلدية الامتياز من سبعة أعضاء. وإذا اختارت بلدية القانون العام التي تتكون من مجلس من خمسة أعضاء أن تصبح بلدية امتياز، فينبغي انتخاب عضوين إضافيين في الانتخابات العامة التالية.
وقد تعين بلدية الامتياز مشرفًا أو مديرًا يمكن إسناد مسؤوليات إدارة وظائف البلدية له (وهو ما يماثل المدن التي تستخدم مدير مدينة للإشراف على العمليات اليومية للمدينة). وخلافًا لذلك، تكون السلطة التنفيذية في يد المشرف واللجان المختلفة.

## الامتيازات
يجوز لبلديات الامتياز أن تنشئ مجموعة متنوعة من خدمات البلدية، مثل قوة الشرطة وفرق الإطفاء وخبراء استشاريين وأيضًا تحوز على ملكيات. كما أنها قد تقترض الأموال وتصدر السندات، بموافقة أغلبية ناخبي البلدية في الانتخابات. وبالمثل، لا يمكن لبلدية الامتياز فرض ضرائب دون موافقة أغلبية الناخبين في الانتخابات. وهذا هو الفرق الذي يميزها عن البلديات التي تتمتع بحكم مستقل، حيث يمكن لسلطة البلدية فرض ضرائب دون موافقة محددة من الناخبين.

## المتطلبات
غالبًا ما تكون بلدية الامتياز معفاة من الضم من جانب المدن أو القرى شريطة أن توفي هذه البلديات متطلبات معينة:
- تبلغ القيمة المعادلة للولاية 25000000 دولار على الأقل.
- تبلغ أقل كثافة سكانية بها 150 نسمة في الميل المربع (58/كم²)
- توفر خدمة الحماية من الحرائق بالتعاقد أو غيره
- يحكمها قانون تقسيم المناطق الشامل أو المخطط العام
- تقدم خدمات التخلص من النفايات الصلبة لسكان البلدة، داخل البلدة أو خارجها، من خلال عقد، أو رخصة، أو ملكية البلدية
- توفر المياه أو خدمات الصرف الصحي، أو كليهما، بالتعاقد أو غيره
- توفر حماية الشرطة بالتعاقد مع نقيب شرطة بالإضافة إلى دورية نقيب الشرطة العادي، عن طريق التعاقد مع الحكومة، أو من خلال قسم الشرطة الخاص بها

## الضم واتفاقيات 425
قد تكون بلديات الامتياز عرضة للضم في ظل ظروف معينة، كأن تكون لغرض القضاء على الجزر المنعزلة من البلدات أو عن طريق التصويت بأغلبية سكان جزء من البلدة. ومن الممكن نقل ملكية الأراضي مؤقتًا، والتي قد تتضمن بلديات الامتياز، بموجب القانون العام اتفاق 425 لعام 1984. وبموجب هذا القانون، فإن بلدية الامتياز، على سبيل المثال، قد تنقل أراضيها إلى مدينة في مقابل تقاسم العائدات من الأراضي المنقولة. وهذه الاتفاقيات، والمعروفة باسم اتفاقيات 425، قد تستمر لفترة تصل حتى 50 عامًا، ثم يتم تحويل الأرض بالكامل إلى المدينة أو تعود إلى البلدية مع الالتزام بالاتفاق.

## وصلات خارجية
- The Charter Township Act of 1947[وصلة مكسورة]
- Michigan Township Association

‌